# Mohamed Bentaleb
Mohamed Bentaleb (1. siječnja 1992.) je marokanski rukometaš. Nastupa za marokanski klub AS FAR i marokansku reprezentaciju.
Natjecao se na Svjetskom prvenstvu u Egiptu 2021., gdje je reprezentacija Maroka završila na 29. mjestu.